# Gerardo López de Guereñu
Gerardo López de Guereñu Galarraga (Vitoria, 1904-1992) fue un fotógrafo, etnógrafo e historiador español. Llegó a ser miembro de la Real Academia de la Lengua Vasca.
Sus aportaciones dentro del campo de la fotografía han dejado un importante legado documental, pero también artístico. Dentro de su fotografías de personas no solo ha dejado imágenes costumbristas, sino retratos familiares, bodegones intimistas y otras imágenes.
Desde su amor a la montaña y a la naturaleza, y con la utilización de sus conocimientos fotográficos y etnográficos, también fue un activo documentador de caminos y rutas de montaña, aportando incluso cartografía propia a los mismos.

## Premios
- Miembro de honor de la Sociedad Vascongada de Amigos del País (1964)
- Medalla de oro de la ciudad de Vitoria (1983)
- Premio Manuel Lekuona (1990)

## Títulos publicados
Selección bibliográfica del autor:
- Álava. Solar de Arte y Fe (1926)
- Devoción popular en España a la Virgen Blanca y a Nuestra Señora de las Nieves (1967)
- Calendaría Alavés. Vida, usos, costumbres y tradiciones (1970)
- Botánica popular alavesa (1975)
- Visión gráfica de las cumbres de Zuriza (1977)
- Visión gráfica de las Sierra de Cantabria (1979)
- Visión gráfica de las Sierra de Cantabria (1979)
- Apellániz. Pasado y presente de un pueblo alavés (1981)
- Andra Mari en Álava (1982)
- Gerardo López de Guereñu Galarraga (1904-1992). Fotografías (1997)